# 기분 좋은 날 (텔레비전 프로그램)
《기분 좋은 날》은 MBC TV에서 매주 평일 오전 9시 45분에 방송 중인 교양 정보 프로그램이다.

## 기획 의도
하루하루를 기분 좋은 Talk!
드라마보다 더 드라마같은 사연들,
화려함 뒤에 숨겨진 스타들의 진솔한 이야기를 들어봅니다.
일상 탈출, 기분 좋은 동행!
스타들의 여유 있는 여행!
이색 명소에서 펼쳐지는 스타들의 특별한 체험을 만날 수 있습니다.
유쾌한 강의, 기분 좋은 정보!
웃음과 눈물이 함께하는 명강의와
생활에 유익한 다양한 정보가 함께 합니다.

## 방송 시간
| 방송 채널 | 방송 기간                          | 방송 시간                                      |
| --------- | ---------------------------------- | ---------------------------------------------- |
| MBC TV    | 2006년 5월 1일 ~ 2009년 4월 24일   | 매주 평일 오전 9시 45분 ~ 10시 55분            |
| MBC TV    | 2010년 11월 1일 ~ 2017년 4월 7일   | 매주 평일 오전 9시 45분 ~ 10시 55분            |
| MBC TV    | 2009년 4월 27일 ~ 2010년 10월 29일 | 매주 평일 오전 9시 30분 ~ 10시 40분            |
| MBC TV    | 2017년 4월 10일 ~ 2018년 7월 19일  | 매주 월요일 ~ 목요일 오전 9시 45분 ~ 10시 50분 |
| MBC TV    | 2017년 4월 10일 ~ 2018년 7월 19일  | 매주 금요일 아침 9시 45분 ~ 11시               |
| MBC TV    | 2018년 7월 23일 ~ 2019년 1월 14일  | 매주 평일 오전 9시 45분 ~ 10시 50분            |
| MBC TV    | 2019년 1월 22일 ~ 2019년 5월 24일  | 매주 평일 오전 9시 45분 ~ 10시 50분            |
| MBC TV    | 2019년 1월 15일 ~ 2019년 1월 21일  | 매주 평일 오전 9시 50분 ~ 10시 55분            |
| MBC TV    | 2019년 5월 27일 ~ 2020년 4월 17일  | 매주 평일 오전 9시 45분 ~ 10시 45분            |
| MBC TV    | 2020년 7월 20일 ~ 현재             | 매주 평일 오전 9시 45분 ~ 10시 45분            |
| MBC TV    | 2020년 4월 20일 ~ 2020년 5월 22일  | 매주 평일 오전 9시 50분 ~ 10시 50분            |
| MBC TV    | 2020년 5월 25일 ~ 2020년 7월 17일  | 매주 평일 오전 9시 50분 ~ 10시 45분            |

## MC

### 남성
| 대수 | 진행자                             | 진행 기간                          | 비고  |
| ---- | ---------------------------------- | ---------------------------------- | ----- |
| 1대  | 이재용 前 아나운서                 | 2006년 5월 1일 ~ 2011년 11월 25일  |       |
| 2대  | 김정근 前 아나운서                 | 2011년 11월 28일 ~ 2012년 10월 5일 |       |
| 2대  | 코미디언 김한석                    | 2011년 11월 28일 ~ 2012년 10월 5일 |       |
| 3대  | 이재용 前 아나운서                 | 2012년 10월 8일 ~ 2014년 5월 21일  |       |
| 4대  | 이재용 前 아나운서                 | 2014년 5월 23일 ~ 2017년 8월 25일  |       |
| 4대  | 코미디언 김한석                    | 2014년 5월 23일 ~ 2017년 8월 25일  |       |
| 5대  | 코미디언 김한석                    | 2017년 8월 29일 ~ 2017년 11월 17일 |       |
| 6대  | 이재용 前 아나운서                 | 2017년 11월 20일 ~ 2018년 5월 18일 |       |
| 7대  | 김정근 前 아나운서국 아나운서2부장 | 2018년 5월 21일 ~ 2023년 3월 23일  | [ 2 ] |
| 8대  | 서인 아나운서                      | 2023년 3월 24일 ~ 현재             | [ 3 ] |
| 8대  | 코미디언 김한석                    | 2023년 3월 24일 ~ 현재             |       |

### 여성
| 대수 | 진행자             | 진행 기간                          | 비고  |
| ---- | ------------------ | ---------------------------------- | ----- |
| 1대  | 배우 김혜리        | 2006년 5월 1일 ~ 2006년 7월 14일   |       |
| 1대  | 배우 김지연        | 2006년 5월 1일 ~ 2006년 7월 14일   |       |
| 1대  | 방송인 정은영      | 2006년 5월 1일 ~ 2006년 7월 14일   |       |
| 2대  | 배우 임예진        | 2006년 7월 17일 ~ 2007년 8월 17일  |       |
| 3대  | 개그우먼 정선희    | 2007년 8월 20일 ~ 2008년 9월 19일  | [ 5 ] |
| 4대  | 최현정 前 아나운서 | 2008년 9월 22일 ~ 2010년 7월 16일  |       |
| 5대  | 배우 홍은희        | 2010년 7월 19일 ~ 2011년 11월 25일 |       |
| 6대  | 김성경 前 아나운서 | 2011년 11월 28일 ~ 2014년 5월 21일 |       |
| 7대  | 이진 아나운서      | 2014년 5월 23일 ~ 2017년 8월 25일  |       |
| 8대  | 정슬기 아나운서    | 2017년 8월 29일 ~ 2017년 11월 17일 |       |
| 9대  | 이진 아나운서      | 2017년 11월 20일 ~ 2018년 5월 18일 | [ 6 ] |
| 10대 | 박연경 아나운서    | 2018년 5월 21일 ~ 2025년 6월 27일  | [ 7 ] |
| 11대 | 이진 아나운서      | 2025년 6월 30일 ~ 현재             | [ 8 ] |

## 타이틀 변천사
| 기수 | 프로그램 타이틀                  | 방송 기간                          |
| ---- | -------------------------------- | ---------------------------------- |
| 1기  | 10시! 임성훈입니다               | 1996년 3월 4일 ~ 1998년 10월 23일  |
| 2기  | 생방송 임성훈입니다              | 1998년 10월 26일 ~ 1999년 5월 7일  |
| 3기  | 생방송 임성훈 이영자입니다       | 1999년 5월 10일 ~ 2000년 5월 12일  |
| 4기  | 아주 특별한 아침                 | 2000년 5월 15일 ~ 2001년 8월 17일  |
| 5기  | 토크쇼 임성훈과 함께             | 2001년 8월 20일 ~ 2004년 9월 30일  |
| 6기  | 이현우 최은경의 좋은 예감        | 2004년 10월 4일 ~ 2004년 11월 12일 |
| 7기  | 사람향기 폴폴                    | 2004년 11월 15일 ~ 2005년 4월 22일 |
| 8기  | 정보토크 팔방미인                | 2005년 4월 25일 ~ 2006년 4월 28일  |
| 9기  | MBC 모닝쇼 이재용의 기분 좋은 날 | 2006년 5월 1일 ~ 2006년 7월 14일   |
| 10기 | 기분 좋은 날                     | 2006년 7월 18일 ~ 현재             |

## 결방
- 2024년 11월 6일 : 《MBC 뉴스특보 - 2024 미국의 선택》 편성으로 인해 결방
- 2024년 11월 7일 : 《중계 방송 윤석열 대통령 대국민 담화 및 기자 회견》 편성으로 인해 결방
- 2024년 11월 18일 : 《중계 방송 2024 제2차 정당 정책 토론회》 편성으로 인해 결방
- 2024년 12월 10일 : 윤석열 대통령 비상 계엄 관련 뉴스 특보 편성으로 인해 결방
- 2025년 1월 1일 : 신년으로 인해 결방
- 2025년 1월 28일 ~ 2025년 1월 30일 : 설날로 인해 결방
- 2025년 4월 4일 : 《MBC 뉴스특보》 편성으로 인해 결방
- 2025년 6월 3일 : 2025 대통령 선거로 인해 결방
- 2025년 6월 4일 : 《MBC 뉴스특보 - 제21대 대통령 당선》 편성으로 인해 결방
- 2025년 7월 3일 : 이재명 대통령 취임 30일 기자회견 편성으로 인한 결방
- 2025년 7월 31일 : 《MBC 뉴스특보-한미 관세 협상》편성으로 인한 결방
- 2025년 8월 15일 : 중계방송 제80주년 광복절 경축식 중계방송으로 인한 결방

## 사건 사고
- 2013년 12월 18일 방송분에서 故 노무현 前 대통령과 밥 로스의 사진을 합성한 이미지를 송출하는 사고가 일어났다.[9]

## 경쟁 프로그램
- 아침마당, 무엇이든 물어보세요 (KBS 1TV)
- 좋은 아침 (SBS TV)